# Japanse Tuin (Oostende)

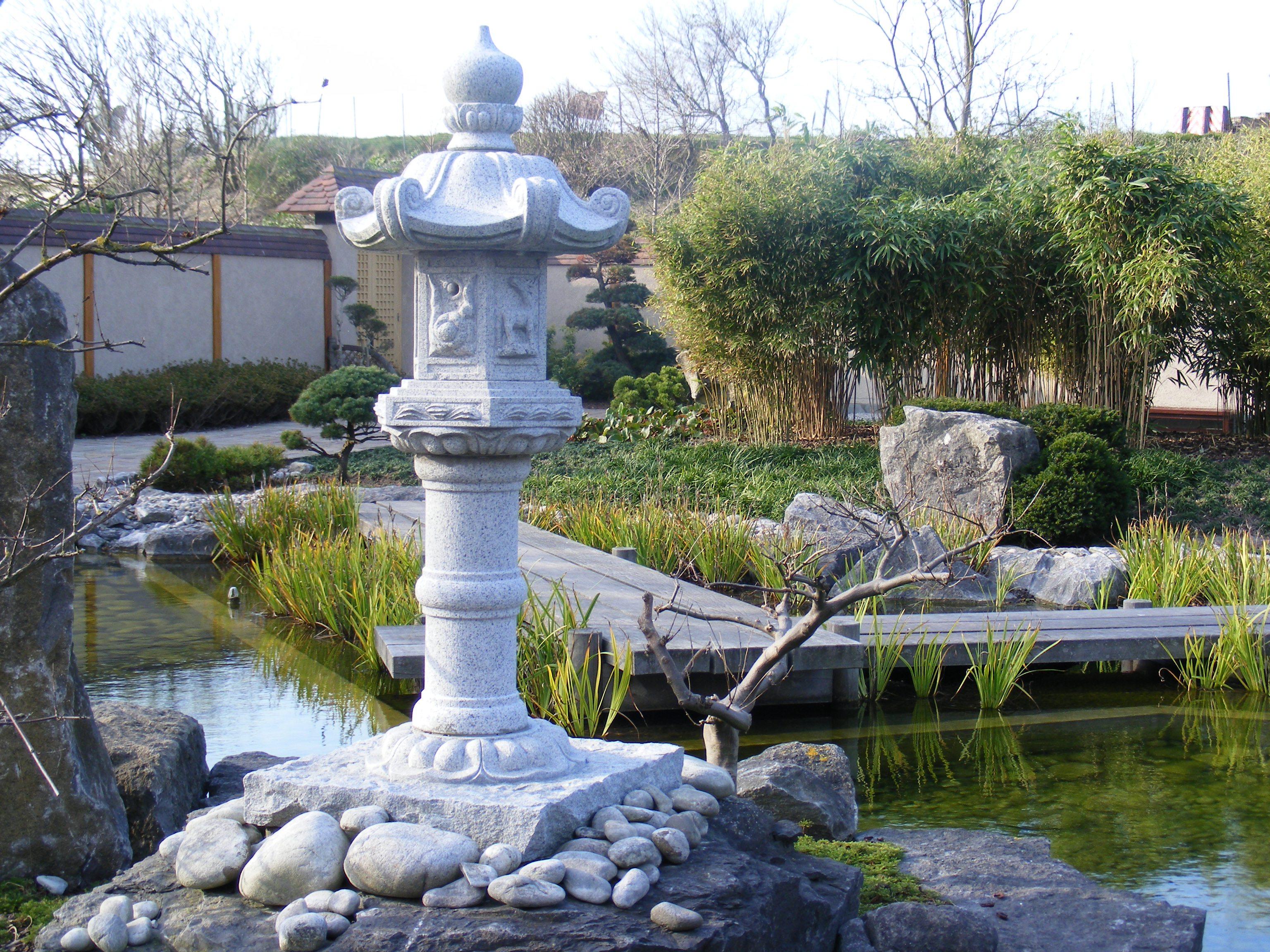

De Japanse Tuin is een Japanse tuin in de West-Vlaamse stad Oostende.
Deze tuin werd aangelegd in het voormalige park van de Koninklijke Villa te Oostende. Op een betrekkelijk kleine oppervlakte worden in deze tuin verschillende landschappen uitgebeeld. De naam van de tuin is: Shin Kai Tei, wat Diepe Zee Tuin betekent. De tuin is ontworpen door Takashi Sawano. Centraal in de tuin bevindt zich een vijver in de vorm van een schildpad.
De tuin werd in 2001 geopend door prins Filip van België en is vrij toegankelijk voor wandelaars.

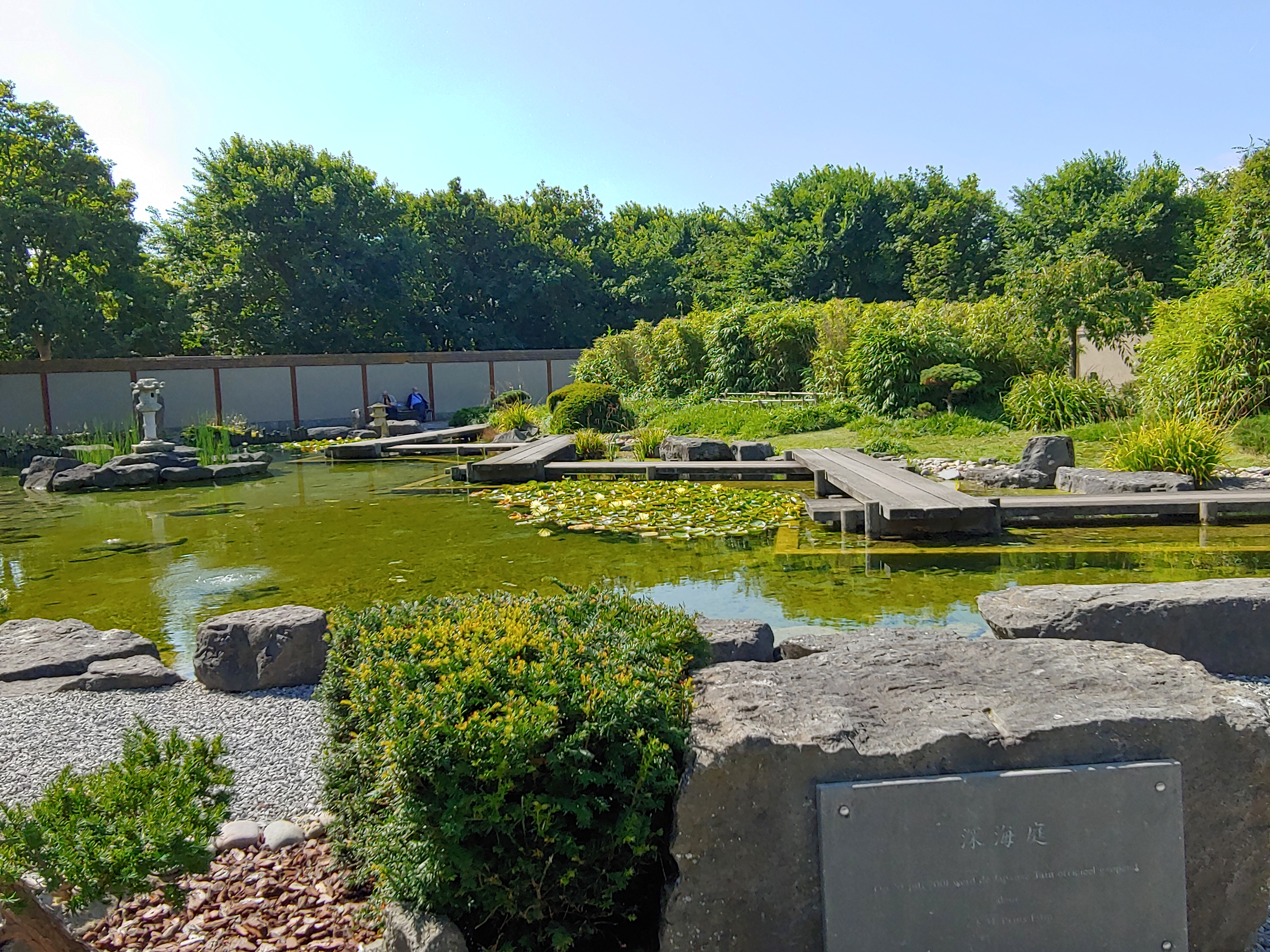
De tuin in 2021.